# Eşref Armağan
 (janvier 2012).
Eşref Armağan (né en 1953) est un peintre aveugle turc. Il est né non-voyant dans un milieu défavorisé et est devenu artiste de façon autodidacte. Malgré sa cécité, il arrive à peindre en utilisant des techniques bien à lui. Une personne voyante repasse les contours d'une photographie, puis il s'aide du relief imprimé dans le papier pour faire son propre tableau, comme d'un modèle en braille.